# الحفيشة (الرجم)

تعديل مصدري - تعديل

الحفيشة هي إحدى قرى عزلة غالب ربيعي بمديرية الرجم التابعة لمحافظة المحويت، بلغ تعداد سكانها 80 نسمة حسب تعداد اليمن لعام 2004.